# Ditchburn

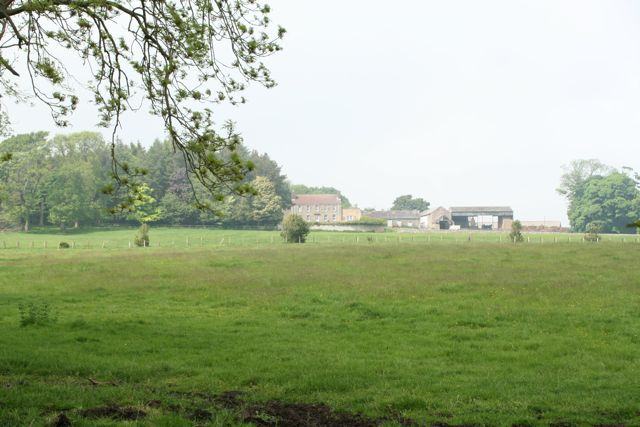
West Ditchburn

Ditchburn var en civil parish 1866–1955 när det uppgick i Eglingham, i grevskapet Northumberland i England. Civil parish var belägen 3 km från South Charlton och hade 28 invånare år 1951.